# Who’s Nailin’ Paylin?
Who’s Nailin’ Paylin? (Ко хефта Пејлинку?) амерички је сатирични порнографски филм који је режирао Џером Танер. Објављен је 4. новембра 2008. од стране компаније Хаслер Видео. Филм је сатира о бившој гувернерки Аљаске и бившој кандидаткињи за потпредседника САД Сари Пејлин, коју игра филмска порно звезда Лиса Ен. Поред Саре Пејлин, у филму се такође пародирају познате личности попут Хилари Клинтон, Кондолизе Рајс и Била О’Рајлија, које тумаче глумци Нина Хартли, Жада Фајер и Мајк Хорнер. Снимање је трајало два дана, укључујући пет хард кор сексуалних сцена, а прича говори о студентским данима Пејлинове, животу на Аљасци и председничким изборима 2008. године.
После успеха Who’s Nailin’ Paylin? Хаслер студио је објавио и неколико наставака: Letterman’s Nailin’ Palin, You’re Nailin’ Palin (са Алексис Тексас која глуми Мис Калифорније Кери Прежан), Hollywood’s Nailin’ Palin и Who’s Nailin’ Palin? 2..

## Радња
Филм почиње у спаваћој соби Сере Пејлин, када два руска војника покуцају на њена врата. Они јој кажу да је њихов тенк у квару и да траже телефон како би обавестили Кремљ. На Серино питање шта је то Кремљ, они одговорају да је то трактор. Да не би кварила односе између САД и Русије, она их пушта у кућу. После кратког разговора и флертовања почиње секс у троје. Новине објављују велики наслов „Пејлин подржава руски продор!“. Бил Орали је водитељ на Faux News Studio и хвали Пејлин за напоре у побољшању односа са Русијом а све њене критичаре карактерише као „лицемерне левичаре“.
Друга сцена се одиграва у хотелу у Вашингтону. Приправник покушава да припреми Серу за новинарску конференцију. После фрустрирајуће конференције, разочарана Сера одлази. Сцена се завршава аналним сексом између господина Пејлина и приправника.
Трећа сцена се одиграва у Сериној спаваћој соби. Она спава, сања да је млада и да постаје Мис Аљаске. Заводи пословног партнера у канцеларији њеног мужа који има фирму за продају моторних санки.
Следећи сан је подсећа на студентске дане из 1987. године. Млада Сера слуша и активно учествује у дискусији, а тема је псеудонаука. Након предавања, пита професора како да се одбрани од вештичарења и разних ритуала. Професор је уверава да ће јој једино интензивни кунилингус пружити потребну заштиту и одбрану.
Последња сцена почиње монологом Била Оралија у студију Faux News. То је својеврстан увод Пејлинкине конференције за новинаре, на којој би морала да говори у своју одбрану због оптужби за прељубу. Током свог говора на конференцији за новинаре, она избегава одговоре на питања која се односе на прељубу. Након конференције, код говорнице се појављује Хили. Филм се завршава лезбејским сексом између Сере, Хили и Конди.

## Улоге
| Глумац        | Улога                     |
| ------------- | ------------------------- |
| Лиса Ен       | Сера Пејлин (Сара Пејлин) |
| Нина Хартли   | Хили (Хилари Клинтон)     |
| Холи Вест     | приправник у Белој кући   |
| Жада Фајер    | Конди (Кондолиза Рајс)    |
| Синди Џенингс | млада Сера Пејлин         |
| Саша          | руски војник              |
| Мик Блу       | руски војник              |
| Алекс Најт    | Серин муж (Тод Пејлин)    |
| Еван Стоун    | професор                  |
| Мајк Хорнер   | Бил Орали (Бил О’Рајли)   |

## Историја
У септембру 2008, неколико дана након Националне конвенције Републиканске странке, студио Лари Флинт пабликејшонс објављује анонимни оглас за посао. У огласу пише да је потребна глумица, слична Сари Пејлин, за снимање филма за одрасле. Снимање ће се одржати у великом студију у Лос Анђелесу у наредних 10 дана, а хонорар за глумицу ће бити од 2000 до 3000 долара. Ово је била прилично велика накнада за такву улогу. Име главног лика Саре Пејлин је промењено у Сера Пејлин како би се избегла евентуална тужба. Други лик у филму је постао политички коментатор Бил О’Рајли, који се појављује у филму под именом Бил Орали., За главну улогу је одабрана порно глумица Лиса Ен, која је имала само 4 дана да се припреми за снимање. Купила је преко интернета слична одела које носи Пејлин, опонашала је њен нагласак и манире како би је верније одглумила. Међутим, према глумици, она није имала времена за тако кратко време да научи пуно. 11. октобра 2008, почело је снимање филма, који је завршен за два дана.. Филм је режирао Џером Танер.

## Награде и номинације
| Год. | Награда    | Категорија                             | Номиновани | Резултат |
| ---- | ---------- | -------------------------------------- | ---------- | -------- |
| 2009 | XBIZ Award | Маркетиншка кампања године             |            | Победа   |
| 2010 | XBIZ Award | Филм године                            |            | Ном.     |
| 2010 | AVN Award  | Најбољи филм године                    |            | Победа   |
| 2010 | AVN Award  | Најбоља сексуална комедија             |            | Ном.     |
| 2010 | AVN Award  | Најбоља маркетиншка кампања — пројекат |            | Ном.     |
| 2010 | XBIZ Award | Глумица године                         | Лиса Ен    | Ном.     |
| 2010 | AVN Award  | Најбоља глумица                        | Лиса Ен    | Ном.     |